# ガンビア植民地および保護領

ガンビア植民地および保護領
Gambia Colony and Protectorate (英語)

ガンビア植民地および保護領（ガンビアしょくみんちおよびほごりょう、英語: Gambia Colony and Protectorate）は、新帝国主義時代におけるイギリスの植民地である。植民地はバサースト（現在のバンジュール）周辺地域に、保護領はガンビア川周辺に位置していた。1965年に、イギリス連邦内の国家として独立し、ダウダ・ジャワラがガンビアの首相に就任したことによって植民地支配は終了した。